# Смирнова, Мария Петровна
Мари́я Петро́вна Смирно́ва (урожд. Куха́рская; 17 октября 1921 — 25 сентября 2010) — советская военная медработница, принимала участие в Великой Отечественной войне, гвардии лейтенант медицинской службы. Награждена медалью имени Флоренс Найтингейл. Почетный гражданин города Кокшетау (Казахстан).

## Биография
Родилась в селе Фернатія (ныне — Кармалюковка Балтского района Одесской области) в крестьянской семье. Полька.
Родители Кухарский Петр Иванович и Анастасия Семеновна переехали в поселок Слободка Кодымского района в 1929 году. Училась в Слободской железнодорожной школе, закончила десятилетку с отличным аттестатом в 1941 году. Член ЛКСМУ с 1938 года.
С началом Великой Отечественной войны трижды обращалась в военкомат с просьбой о призыве, но ей было отказано. 28 июля 1941 года добровольно ушла с отступающими войсками Южного фронта. В качестве санинструктора 3-го стрелкового батальона 1151-го стрелкового полка 343-й стрелковой дивизии участвовала в оборонительных боях за Ростов-на-Дону, первой битве за Харьков, Сталинградской битве. До октября 1942 года всего вынесла с поля боя, предварительно оказав первую медицинскую помощь, 421 раненых, из них 307 — тяжелораненых, в том числе 227 — с личным оружием.
Член ВКП(б) с 1943 года. С 1943 года и до конца войны — гвардии лейтенант, командир санитарного взвода стрелкового батальона 289-го гвардейского стрелкового полка 97-й гвардейской стрелковой дивизии. Победу встретила вблизи Дрездена (Германия). За годы войны сама четыре раза была ранена, в том числе дважды — тяжело.
В послевоенное время продолжала занимать должность командира санитарного взвода в составе войск Центральной группы войск в Австрии. После демобилизации в 1946 году работала по месту прохождения военной службы мужа Николая Макаровича Смирнова — в Австрии, Грузии, Брянской области.
В 1949 году переехала в Казахстан, в поселок Ленинградское Кокчетавской области, работала санитарным фельдшером, патронажной медсестрой. С 1954 года — председатель Кокчетавского областного комитета Красного Креста и Красного Полумесяца. В 1971 году назначена главной медицинской сестрой Ленинградской районной больницы. Впоследствии работала председателем Кокчетавского областного комитета защиты мира.
Уже находясь на пенсии, Мария Петровна продолжала вести значительную общественную работу, была членом областного совета ветеранов войны и труда.
Умерла 25 сентября 2010 года. Похоронена, согласно завещанию, в Ленинградском районе Акмолинской области.

## Награды и почетные звания
- две медали «За отвагу» (6.3.1942, 4.1.1943)
- Орден Ленина (21.10.1942)
- Орден Красной Звезды (9.11.1943)
- Орден Отечественной войны 2-й (3.4.1945) степени
- Орден Трудового Красного Знамени (1976)
- Орден Отечественной войны 1-й степени (11.3.1985)
- Медаль имени Флоренс Найтингейл (май 1973) — за оказанную медицинскую помощь в годы Второй мировой войны и оказание помощи в мирное время
- Отличник здравоохранения СССР (1976)
- Почётный гражданин города Кокшетау (март 2001).

## Память
В июле 2015 года в городе Кокшетау на стене дома, в котором жила легендарная фронтовая медицинская сестра Мария Смирнова, установлена мемориальная доска.